# Vítek Vaněček
Vítek Vaněček (né le 9 janvier 1996 à Havlíčkův Brod en Tchéquie) est un joueur professionnel tchèque de hockey sur glace. Il évolue au poste de gardien de but.

## Biographie

### Carrière en club
Formé au HC Havlíčkův Brod, il joue son premier match en senior dans la 1.liga en 2013-2014 avec le HC Benátky nad Jizerou. Il est choisi au deuxième tour, en trente-neuvième position par les Capitals de Washington lors du repêchage d'entrée dans la LNH 2014. Il découvre l'Extraliga lors de la saison 2014-2015 avec le HC Bílí Tygři Liberec. En 2015, il part en Amérique du Nord et poursuit son apprentissage dans l'ECHL avec les Stingrays de la Caroline du Sud et dans la Ligue américaine de hockey avec les Bears de Hershey. 
Il joue son premier match dans la Ligue nationale de hockey, le 15 janvier 2021, face aux Sabres de Buffalo.
Le 20 juillet 2021, il est réclamé au Repêchage d'expansion de la LNH 2021 par le Kraken de Seattle. Huit jours plus tard, le 28 juillet, il retourne avec les Capitals en retour d'un choix de 2e ronde en 2023.
Le 8 juillet 2022, il est échangé aux Devils du New Jersey avec un choix de 2e ronde au repêchage d'entrée dans la LNH 2022 en retour de deux choix de 2e et 3e tour en 2022.
Le 8 mars 2024, il est échangé aux Sharks de San José avec un choix de 7e ronde au repêchage de 2025. En retour, les Devils reçoivent un autre gardien de but, Kaapo Kähkönen.

### Carrière internationale
Il représente la Tchéquie en sélections jeunes. Il remporte la médaille d'argent lors du championnat du monde moins de 18 ans 2014.

## Statistiques
| Saison    | Équipe                          | Ligue |    | Saison régulière | Saison régulière | Saison régulière | Saison régulière | Saison régulière | Saison régulière | Saison régulière | Saison régulière | Saison régulière | Saison régulière |   | Séries éliminatoires | Séries éliminatoires | Séries éliminatoires | Séries éliminatoires | Séries éliminatoires | Séries éliminatoires | Séries éliminatoires | Séries éliminatoires | Séries éliminatoires |
| Saison    | Équipe                          | Ligue | PJ | V                | D                | Pr/N             | Min              | BC               | Moy              | % Arr            | Bl               | Pun              | PJ               | V | D                    | Min                  | BC                   | Moy                  | % Arr                | Bl                   | Pun                  |                      |                      |
| 2015-2016 | Stingrays de la Caroline du Sud | ECHL  | 32 | 18               | 7                | 6                | 1 867            | 63               | 2,03             | 91,7             | 4                | 0                | 11               | 6 | 2                    | 624                  | 24                   | 2,31                 | 91,4                 | 1                    | 0                    |                      |                      |
| 2015-2016 | Bears de Hershey                | LAH   | 1  | 1                | 0                | 0                | 65               | 1                | 0,92             | 96,2             | 0                | 0                | -                | - | -                    | -                    | -                    | -                    | -                    | -                    | -                    |                      |                      |
| 2016-2017 | Bears de Hershey                | LAH   | 39 | 18               | 10               | 2                | 2 147            | 91               | 2,54             | 90,9             | 5                | 0                | 4                | 1 | 2                    | 196                  | 9                    | 2,75                 | 91,0                 | 0                    | 0                    |                      |                      |
| 2017-2018 | Stingrays de la Caroline du Sud | ECHL  | 2  | 1                | 1                | 0                | 119              | 4                | 2,01             | 93,5             | 0                | 0                | -                | - | -                    | -                    | -                    | -                    | -                    | -                    | -                    |                      |                      |
| 2017-2018 | Bears de Hershey                | LAH   | 32 | 12               | 13               | 0                | 1 695            | 86               | 3,04             | 88,8             | 2                | 2                | -                | - | -                    | -                    | -                    | -                    | -                    | -                    | -                    |                      |                      |
| 2018-2019 | Bears de Hershey                | LAH   | 38 | 21               | 16               | 3                | 2 220            | 97               | 2,62             | 90,7             | 2                | 0                | 4                | 1 | 3                    | 241                  | 9                    | 2,25                 | 93,5                 | 1                    | 0                    |                      |                      |
| 2019-2020 | Bears de Hershey                | LAH   | 31 | 19               | 10               | 1                | 1 832            | 69               | 2,26             | 91,7             | 2                | 2                | -                | - | -                    | -                    | -                    | -                    | -                    | -                    | -                    |                      |                      |
| 2020-2021 | Capitals de Washington          | LNH   | 37 | 21               | 10               | 4                | 2 115            | 95               | 2,69             | 90,8             | 2                | 0                | 1                | 0 | 0                    | 13                   | 1                    | 4,56                 | 75,0                 | 0                    | 0                    |                      |                      |
| 2021-2022 | Bears de Hershey                | LAH   | 1  | 0                | 1                | 0                | 59               | 2                | 2,03             | 91,3             | 0                | 0                | -                | - | -                    | -                    | -                    | -                    | -                    | -                    | -                    |                      |                      |
| 2021-2022 | Capitals de Washington          | LNH   | 42 | 20               | 12               | 6                | 2 317            | 103              | 2,67             | 90,8             | 4                | 0                | 2                | 1 | 1                    | 99                   | 7                    | 4,20                 | 86,3                 | 0                    | 2                    |                      |                      |
| 2022-2023 | Devils du New Jersey            | LNH   | 52 | 33               | 11               | 4                | 2 916            | 119              | 2,45             | 91,1             | 3                | 2                | 7                | 1 | 3                    | 272                  | 21                   | 4,64                 | 82,5                 | 0                    | 0                    |                      |                      |
| 2023-2024 | Devils du New Jersey            | LNH   | 32 | 17               | 9                | 3                | 1 792            | 95               | 3,18             | 89,0             | 0                | 0                | -                | - | -                    | -                    | -                    | -                    | -                    | -                    | -                    |                      |                      |

## Trophées et honneurs personnels

### ECHL
- 2015-2016 : nommé dans l'équipe des recrues.

### LAH
- 2018-2019 : participe au match des étoiles.

### LNH
- 2020-2021 : nommé recrue du mois de janvier